# Cinéma assamais
Cet article concerne le cinéma en assamais. Pour le cinéma indien en général, voir Cinéma indien.
Le cinéma assamais, parfois surnommé Jollywood, désigne l'industrie du cinéma en langue assamaise basé à Assam en Inde .  
L'industrie naît en 1935 lorsque Jyoti Prasad Agarwala réalise le film Joymoti. Depuis, le cinéma assamais a été développé un style sensible et lent, en particulier avec les films de Bhabendra Nath Saikia et Jahnu Barua. Jollywood est également le nom donné plus précisément au Jyoti Chitraban Film Studio d'Agarwala, principal studio de cinéma de la région.   

## Histoire

### Années 1930

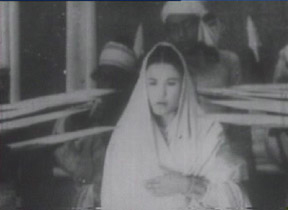
La première image assamaise, Joymati (1935)

Malgré sa longue histoire et ses succès au National Awards, le cinéma assamais n'a jamais vraiment réussi à percer sur la scène nationale. Bien que le début du XXIe siècle ait vu des films assamais de style bollywoodien apparaître sur l'écran, l'industrie n'a pas été en mesure de rivaliser sur le marché, éclipsée de manière significative par les grandes industries telles que Bollywood.   
Les origines du cinéma assamais remontent à Rupkonwar Jyotiprasad Agarwala, également poète, dramaturge, compositeur et combattant de la liberté . Il a joué un rôle déterminant dans la production du premier film assamais Joymati en 1935  sous la bannière de Chitralekha Movietone. En raison du manque de techniciens qualifiés, Jyotiprasad, tout en réalisant son premier film, a assumé les responsabilités supplémentaires de scénariste, producteur, réalisateur, chorégraphe, monteur, scénographe et costumier, parolier et directeur musical. Le film, achevé avec un budget de 60000 roupies, est sorti le 10 mars 1935. Le film rencontre un échec commercial. Comme tant de premiers films indiens, les négatifs et les copies complètes de Joymati n'ont pas été conservés. Un effort a été fait en privé par Altaf Mazid pour restaurer et sous-titrer tout ce qui reste des impressions.  Malgré la perte financière importante de Joymati, un deuxième film Indramalati est produit entre 1937 et 1938 et finalement diffusé en 1939. Pramathesh Barua sort une version assamaise de Devdas en 1937. Il s'agit la troisième version après celle en bengali et celle en hindi. 

### Années 1940
Agarwala réalise un autre film après un laps de deux ans intitulé Indramalati. Il s'agit de son deuxième et dernier film. Le célèbre compositeur et chanteur assamais Bhupen Hazarika  joue un des premiers rôles. Après le décès de Jyotiprasad, la scène cinématographique assamaise connaît un vide temporaire pendant environ deux ans. Mais les choses changent avec le début de la Seconde Guerre mondiale. Rohini Kr. Baruah réalise un film sur un sujet historique appelé Manomati en 1941. Il est suivi de films comme Rupahi de Parvati Prasad Baruwa (1946), Badan Barphukan de Kamal Narayan Choudhury (1947), Siraj de Phani Sharma, Biplabi d'Asit Sen, Parghat de Prabin Phukan et Runumi de Suresh Goswami . 

### Années 1950
Dans les années 1950, Piyali Phukan remporte un prix au National Awards. Le film a été produit par Gama Prasad Agarwalla sous l'égide de Rup Jyoti Productions. Le film a été réalisé par Phani Sharma et la musique a été composée par Bhupen Hazarika. Le film raconte la vie du combattant de la liberté Piyali Phukan, opposé à la domination britannique. Il a été exécuté par les Britanniques pour trahison. Ce film est techniquement avancé pour l'époque. 
En 1955, Nip Barua, fait ses débuts de réalisateur avec Smrit Paras . Ses films ultérieurs, Mak Aaru Moram et Ranga Police remportent de nombreux prix d'État et la médaille d'argent au niveau national. Bhupen Hazarika produit et réalise également son premier film Era Bator Sur. Prabhat Mukherjee réalise un film sur l'universalité de la maternité, Puberun (1959) qui a été projeté au Festival de Berlin . 

### Années 1960
La production cinématographique notable du début des années 1960 est Lachit Borphukan de Sarbeswar Chakraborty. Bhupen Hazarika réalise une comédie musicale Shakuntala en 1961, qui a eu autant de succès auprès des critiques et de la presse, remportant la médaille d'argent du président. Par la suite, un grand nombre de films entre en production régulière : Narakasur, Anil Matri de Choudhury Swarga, Itu de Brojen Barua Situ Bahuto Nip Barua et Mukta et Tejimala de Anwar Hussain. 
Vers le milieu des années 1960, l'industrie connaît un essor. Entre 1935 et 1970, 62 films au total auront été produits. Outre les cinéastes déjà mentionnés, de nombreux autres  réalisateurs exeercent au cours de la période parmi lesquels Pravin Sharma, Saila Barua, Amar Pathak, Indukalpa Hazarika, Brajen Barua, Dibon Barua, Debkumar Basu, Amulya Manna, Gauri Barman, Atul Bardoloi, Sujit Singha, Nalin Duara et Prafulla Barua . 

### Années 1970
Au cours de la période 1970-1982, 57 films assamais au total sont tournés. De nouveaux réalisateurs ont alors commencé à émerger : Samarendra Narayan Dev avec Aranya (1970), Kamal Choudhury avec Bhaity (1972, le premier film couleur d'Assam), Manoranjan Sur avec Uttaran (1973), Prabin Bora avec Parinam (1974), Deuti Barua avec Bristi (1974), Pulok Gogoi avec Khoj (1974), Gonga Silonir Pakhi de Padum Barua (1976), Sandhya Raag de Bhabendranath Saikia (1977) et Kollol (1978) d'Atul Bordoloi. 

### Années 1980
Les réalisateurs notables du cinéma assamais dans les années 1980 sont : Jahnu Barua (qui a réalusé Aparoopa, Papori, Halodhia Choraye Baodhan Khai, Bonani, Firingoti et Xagoroloi Bohu Door ), Sanjeev Hazarika ( Haladhar, Meemanxa ) et Bhabendra Nath Saikia qui a réaslié Sandhya Raag, Anirbaan, Agnisnaan, Sarothi, Kolahol, Abartan, Itihaas et Kaal Sandhya ). Santwana Bordoloi qui a réalisé Adajya et Bidyut Chakraborty qui a réalisé Rag Birag ont tous deux remporté des prix nationaux et internationaux. Enfin les films de Manju Borah sont primés de multiples fois tels que Baibhab, Akashitarar Kathare et Laaz. 
Halodhia Choraye Baodhan Khai est devenu le premier film assamais à remporter le National Film Award du meilleur long métrage en 1988 et a également remporté plusieurs prix au Festival international du film de Locarno en 1988. 

### Années 1990 et 2000
Au début des années 2000, le trio réalisateur-acteur-musicien Munin Barua, Jatin Bora et Zubeen Garg réalise de nombreux films à succès populaires comme Hiya Diya Niya et Nayak.

### Années 2010
| Année | Agréé | Sorti |
| ----- | ----- | ----- |
| 2010  | 4     | 3     |
| 2011  | 7     | 6     |
| 2012  | 11    | dix   |
| 2013  | 15    | 14    |
| 2014  | 21    | 18    |
| 2015  | 19    | 8     |
| 2016  | 20    | 17    |
| 2017  | 16    | 24    |
| 2018  | 18    | 22    |

Au cours des années 2010, quatre superproductions assamaises remportent des succès : Raamdhenu, Mission China, Kanchanjangha et Ratnakar, chacune collectant plus de 2 crore de livres au box-office. Tumi Aahibane et Priyaar Priyo ont également rapporté plus d'1 crore. 
Les années 2010 ont également vu la montée de jeunes voix indépendantes dans le cinéma assamais, avec des films tels que Local Kung Fu de Kenny Basumatary, Kothanodi et Aamis de Bhaskar Hazarika, Village Rockstars et Bulbul Can Sing de Rima Das qui ont reçu des distinctions tant au niveau national qu'international. Le court métrage culte underground Muktir Mohakabyo est également produit à cette époque. 
Au cours de la décennie, de nombreuses personnalités qui ont joué un rôle important dans la formation du cinéma assamais décèdent, comme le réalisateur Munin Baruah, l'acteur Biju Phukan ou le musicien Bhupen Hazarika.

## Box-office
| Rang | Meilleur classement | Film                   | Année | Studio (s)                       | Bénéfice                                                    | Réf.              |
| ---- | ------------------- | ---------------------- | ----- | -------------------------------- | ----------------------------------------------------------- | ----------------- |
| 1    | 1                   | Ratnakar               | 2019  | JB Production                    | ₹ 9,25 crore                                                | [ 10 ]            |
| 2    | 1                   | Mission Chine          | 2017  | i Création Production            | ₹ 6 crore                                                   |                   |
| 3    | 2                   | Kanchanjangha          | 2019  | i Création Production            | ₹₹ 5,12                                                     | [ 11 ]            |
| 4    | 1                   | Raamdhenu              | 2011  | Pride East Entertainment         | ₹ 2,04 crore                                                |                   |
| 5    | 3                   | Tumi Aahibane          | 2017  | Créations Prerana                | ₹₹ 2,04 crore                                               | [réf. nécessaire] |
| 6    | 4                   | Priyaar Priyo          | 2017  | Azaan Films                      | ₹₹ 1,94 crore                                               | [ 12 ]            |
| 7    | 1                   | Joymoti                | 1935  | Chitralekha Movietone            | ₹₹ 1,80 crore (estimé et ajusté en fonction de l'inflation) |                   |
| 8    | 1                   | Hiya Diya Niya         | 2000  | Pooja Motion Pictures            | ₹₹ 1 crore (ajusté en fonction de l'inflation)              |                   |
| 9    | 2                   | Doordarshan Eti Jantra | 2016  | AM Television                    | ₹₹ 90 lakh                                                  |                   |
| 10   |                     | Basundhara             | 2010  | Surabhi Enterprise               | ₹ 87 lakh                                                   |                   |
| 11   | 8                   | Village Rockstars      | 2018  |                                  | ₹ 80 lakh                                                   |                   |
| 12   | 5                   | Bahniman               | 2016  | Santoshi Maa Production          | ₹ 65 lakh                                                   |                   |
| 13   | 2                   | Nayak                  | 2001  | Pooja Motion Pictures            | ₹ 57 lakh (ajusté en fonction de l'inflation)               |                   |
| 14   | 3                   | Kanyadaan              | 2002  |                                  | ₹₹ (ajusté en fonction de l'inflation)                      |                   |
| 15   | 8                   | Ruff &amp; Tuff        | 2017  | Norman Studio Works              | ₹₹ 45 lakh                                                  |                   |
| 16   | 4                   | Jeevan Baator Logori   | 2009  | Hills Motion Picture Association | ₹₹ 41 lakh                                                  |                   |

## Récompenses assamaises

### Assam State Film Awards
Assam State Film Award est une cérémonie de remise de prix pour les films assamais qui se tient à Guwahati. 

### Prag Cine Awards
Les Prag Cine Awards sont décernés chaque année par Prag News. L'objectif de ce prix est de soutenir, de reconnaître et d'inspirer l'industrie cinématographique assamaise et d'honorer certaines des personnalités éminentes du cinéma qui ont contribué à la cause du cinéma assamais. Le prix a été institué pour la première fois en 2003. À partir de 2015, des films produits dans d'autres États du Nord-Est ont également été honorés lors de cette cérémonie. 

### Festival du film de la vallée de Brahmapoutre
Le Brahmaputra Valley Film Festival (Festival du film de la vallée de Brahmapoutre) est un hommage à la riche culture du nord-est de l'Inde. Le festival est dédié à la fraternité cinématographique de la région nord-est de l'Inde, en particulier de l'Assam. Il s'agit d'une initiative prises par de jeunes cinéastes autour de Tattva Creations de se réunir et de redécouvrir divers aspects de la réalisation cinématographique. Le festival du film se tient à Guwahati chaque année depuis 2013. 